# Conchitella
Conchitella is een geslacht van kevers uit de familie van de loopkevers (Carabidae). De wetenschappelijke naam van het geslacht is voor het eerst geldig gepubliceerd in 1962 door Moore.

## Soorten
Het geslacht Conchitella is monotypisch en omvat slechts de volgende soort:
- Conchitella clivinoides Moore, 1962